# 마리아의 평생 동정
마리아의 평생 동정은 기독교에서 성모 마리아가 성령으로 인하여 동정의 몸으로 예수를 잉태하였을 뿐 아니라 예수를 낳은 후에도 평생 처녀의 몸으로 생활했다는 믿음이다. 마리아가 평생 동정이었다고 고백하는 기독교 종파의 전례문과 기도문에는 그녀를 “영원한 동정녀”, “평생 동정이신 마리아” 등으로 표현하고 있다. 고로, 마리아는 ‘평생 동정녀(ἀειπάρθενος)’였으며, 그녀가 낳은 이는 예수만이 유일하다. 그리고 예수의 잉태와 탄생은 생물학적 차원을 넘어선 기적적인 사건이었다는 것이다.
마리아의 평생 동정 교리는 마리아는 예수를 잉태하기 전이나 출산하였을 때나 출산한 후에도 동정녀였다는 사실을 고백하며, 로마 가톨릭교회의 경우는 신앙의 조목(de fide)으로서 반드시 믿어야 할 요소로 받아들여지고 있다. 여기서 잉태 이전의 동정성은 남성의 활동 없이 잉태된 것을 의미한다. 그리고 출산 시의 동정성이 의미하는 것은 출산의 고통이나 동정성의 파괴 없이 이루어진 것을 의미한다. 마지막으로 출산 후의 동정성은 예수 출산 후에도 마리아가 종신토록 인간적인 결혼 생활, 즉 성생활을 하지 않았음을 의미한다. 그래서 마리아의 평생 동정 교리는 단순히 예수가 동정녀의 몸에서 태어났다는 동정녀 잉태 교리 이상의 의미를 지니고 있는 것이다. 로마 가톨릭교회에서의 마리아의 평생 동정 교리는 마리아가 은총을 받아 조금도 원죄에 물듦 없이 태어났다는 원죄 없는 잉태 교리와도 궤를 같이할 만큼 중요한 위치에 있다.

## 성경 구절과 그에 대한 해석
마리아가 예수를 잉태하기 전에 동정이었다는 사실은 마태오 복음서와 루카 복음서를 보아 알 수 있다. 하지만 마리아가 예수를 출산한 후에도 계속 동정으로 남았는지 여부에 대해서는 아직까지도 기독교계 내에서 논란이 되고 있다.
일반적으로 마리아의 평생 동정을 부인하는 개신교에서는 신약성경의 다음과 같은 구절들을 제시하며 마리아가 예수를 낳은 후에는 요셉과 동침하여 예수의 형제들과 자매들을 낳았다고 주장한다. “저 사람은 목수의 아들이 아닌가? 그의 어머니는 마리아라고 하지 않나? 그리고 그의 형제들은 야고보, 요셉, 시몬, 유다가 아닌가? 그의 누이들도 모두 우리와 함께 살고 있지 않는가? 그런데 저 사람이 어디서 저 모든 것을 얻었지?” (마태 13,55-56), “저 사람은 목수로서 마리아의 아들이며, 야고보, 요세, 유다, 시몬과 형제간이 아닌가? 그의 누이들도 우리와 함께 여기에 살고 있지 않는가?” 그러면서 그들은 그분을 못마땅하게 여겼다.(마르 6,3), 예수님께서 마리아에게 말씀하셨다. “내가 아직 아버지께 올라가지 않았으니 나를 더 이상 붙들지 마라. 내 형제들에게 가서, ‘나는 내 아버지시며 너희의 아버지신 분, 내 하느님이시며 너희의 하느님이신 분께 올라간다.’ 하고 전하여라.” (요한 20,17), “주님의 형제 야고보만 보았을 뿐입니다.” (갈라 1,19)
한국어 성경을 포함한, 대부분의 번역된 신약성경에는 ‘형제들’이라고 표현된 이 단어의 그리스어 원문은 ‘아델포이(ἀδελφοί)’이다. 이 단어는 문자 그대로 해석하면 ‘형제들’을 뜻하지만, 같은 민족이나 씨족, 이복형제, 더 넓게는 동일한 신앙을 공유하는 사람을 비유적으로 지칭할 때도 사용한다. 《야고보의 원복음서》를 보면 요셉이 마리아와 결혼할 때 이미 자녀들을 둔 나이 많은 홀아비였다는 내용이 나온다. 여기에 따르면 예수의 형제들이라고 번역된 아델포이는 마리아와 결혼하기 전에 요셉이 첫 번째 결혼에서 낳은 자녀들로 예수와는 친형제가 아닌 이복형제 사이가 된다고 나온다. 동방 교회에서는 성 요한 크리소스토모 등 동방 교회의 교부들이 《야고보의 원복음서》의 기록이 신빙성이 있다고 주장함에 따라 요셉의 초혼과 예수의 이복형제설을 수용하였지만, 서방 교회에서는 요셉 역시 마리아와 더불어 평생 동정을 지켰다고 가르치고 있다.
성 예로니모는 예수의 형제라고 나온 인물들이 예수의 친형제가 아니라 예수의 사촌들이라고 설명하면서 마리아의 동정성을 옹호하였다. 그는 고대 히브리어에는 사촌을 칭하는 단어가 없으며, 히브리어에서 형제는 사촌까지 포함해서 칭하는 포괄적인 단어라는 점을 지적하면서 예수가 살았단 시대의 유다인들에게 사촌은 곧 형제였다고 주장하였다. 이어서 그는 이러한 원칙이 예수가 사용했던 아람어와 같은 다른 셈족 언어에도 적용되었으며, 더군다나 예수는 유일한 아들이었기 때문에 그의 사촌들이 그와 가장 가까운 친척으로서 법적인 형제자매 관계로 여겨졌을 것이라고 주장하였다. 서방 교회에서는 성 예로니모의 이러한 주장을 인정하고 그대로 받아들였다.
더군다나 신약성경 전체에서 ‘형제’라는 단어는 아주 폭넓게 사용되는 단어다. 성 바오로는 이방인 공동체 신자들에게 편지를 쓸 적마다 그들을 형제라고 불렀다. 그렇지만 이방인 공동체 신자들이 모두 성 바오로의 친형제에 해당하지는 않는다. 바오로가 그들을 형제라고 부른 이유는 같은 믿음 안에서 같은 하느님을 섬기는 사람들이었기 때문이다. 이처럼 신약성경에서 형제라는 단어는 상당히 넓은 뜻으로 쓰이기 때문에 예수의 형제들이라는 단어만으로 마리아가 평생 동정이 아니었다고 주장하는 것은 상당히 어폐가 있다는 주장이다.
그리고 갈라티아 신자들에게 보낸 서간 1장 19절에서 예수의 형제로 언급된 야고보는 알패오의 아들 야고보이며, 타대오는 야고보의 아우이므로 이 야고보 형제의 아버지는 요셉이 아니라 알패오라는 것을 알 수 있으며, 또 그들의 어머니는 성모 마리아가 아니고 다른 마리아 즉, 알패오라고 하는 클레오파의 아내인 마리아임을 알 수 있다. 또 이 마리아는 성모 마리아의 아우인즉 야고보와 타대오는 실상은 예수의 외가 쪽 4촌 형제이다.
루카 복음서 2장 7절의 예수가 마리아의 ‘첫아들’이라는 구절도 논쟁거리가 되고 있다. 반대자들은 이것이 예수 외에도 마리아에게 자녀가 더 있었다는 사실을 반증하는 것이라고 주장한다. 하지만 ‘첫째로 태어났다’는 말은 고대 이스라엘에서 그 어머니가 자녀를 더 출산했느냐 하는 것과는 상관없이 어머니의 태를 처음 열고 나온 아이를 가리키는 법적 용어였기 때문에, 결국 첫아들이라는 말은 전혀 논쟁거리가 되지 못한다는 반론이 있다.
반대자들은 또한 유다인들의 표현양식으로는 친숙하지 않으나 마리아와 요셉이 후에 성관계를 가졌다는 의미로 볼 수 있다며 “예수 그리스도께서는 이렇게 탄생하셨다. 그분의 어머니 마리아가 요셉과 약혼하였는데, 그들이 같이 살기 전에 마리아가 성령으로 말미암아 잉태한 사실이 드러났다.”라는 내용의 마태오 복음서 1장 18절을 인용하고 있다. 4세기경 헬비디우스는 마태오가 ‘같이 살기 전에’라는 표현을 나중에 한 몸이 되지 않은 부부에게는 결코 사용하지 않았을 것이라고 주장하면서 이 문장에 나오는 ‘전에’라는 낱말에 정식으로 의문을 제기했다. 헬비디우스는 또한 마태오 복음서 첫 장의 마지막 구절인 “요셉은 아내(마리아)가 아들(예수)을 낳을 때까지 동침하지 않았다.”(1,25)라는 대목을 인용하면서, 마태오 복음서가 사용한 ‘까지’라는 말은 요셉이 나중에 마리아와 동침했다는 의미로 주장했다.
이에 대해 성 예로니모는 다음과 같이 반박하였다. 그는 헬비디우스에게 “성경은 한계 없는 시간을 나타내기 위하여 종종 불변하는 시간을 사용한다. 하느님이 예언자의 입을 통해 어떤 특정한 사람들에게 ‘늙어가도 나는 한결같다’(이사 46,4)라고 하시는 표현이 그런 것이다.”라고 설명했다. 예로니모는 그러면서 “하느님께서 늙으시면 당신이 하느님이시기를 그만두신다는 말인가?”라고 호통을 쳤다. 예로니모는 또한 “내가 세상 끝날까지 언제나 너희와 함께 있겠다”(마태 28,20)라는 예수의 말을 인용하면서 그렇다면 세상 끝날 후에는 예수가 당신의 제자들을 버린다고 생각하느냐고 비꼬아서 물었다.

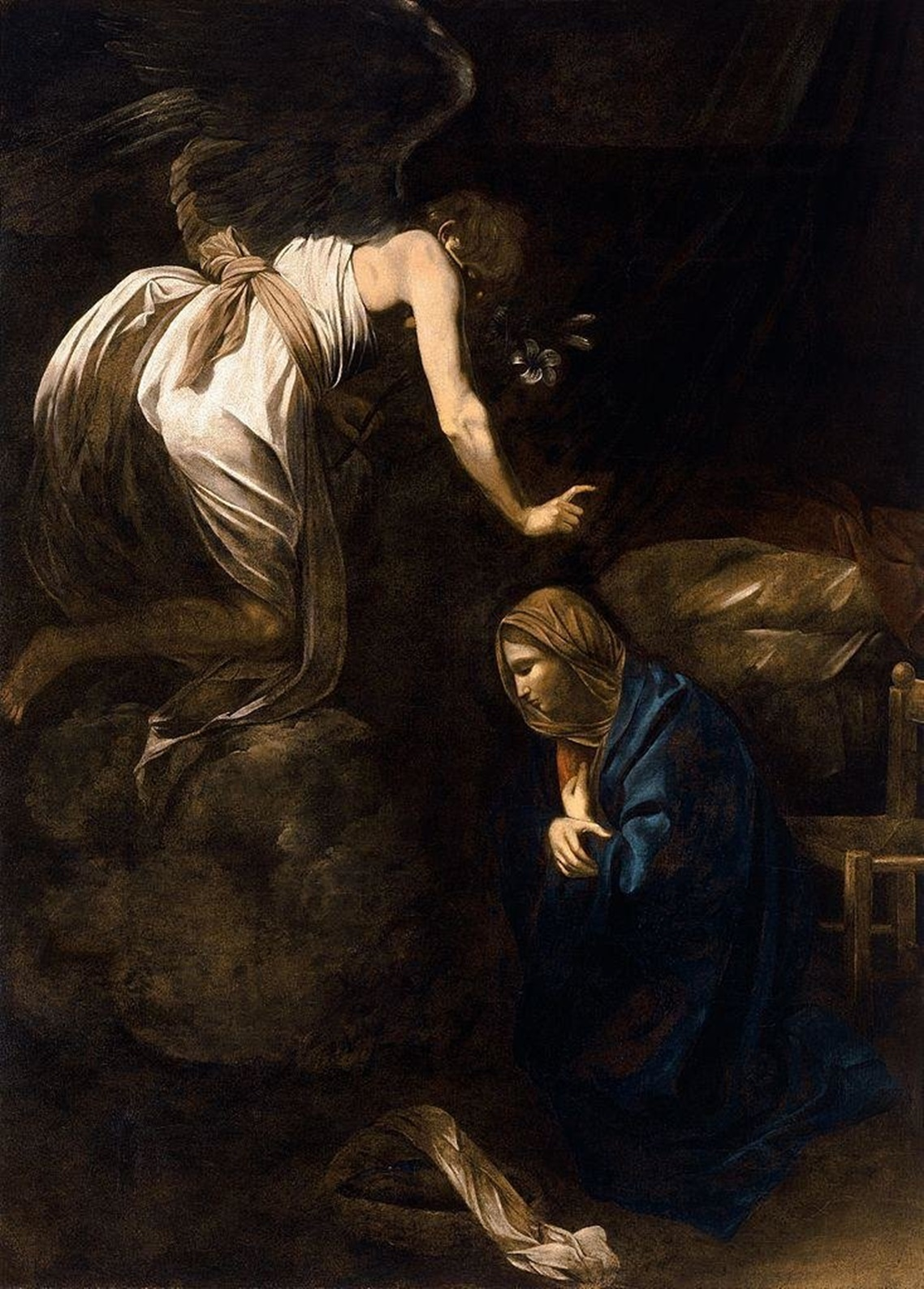
카라바조가 그린 성모 영보.

명백하게 마리아의 동정성을 언급하지 않지만, 유추해서 생각해 볼 수 있는 구절이 루카 복음서 1장 34절이다. 성모 영보(루카 1,34) 때, 마리아는 대천사 가브리엘에게 아들을 수태할 것이라는 말을 듣고 “저는 남자를 알지 못하는데, 어떻게 그런 일이 있을 수 있겠습니까?”라고 반문하였다.
여기서 문제가 되는 것이 마리아의 태도이다. 만일 마리아가 요셉과 정상적인 부부관계를 가질 계획이었다면 이 반문은 이상한 질문이라고 할 수 있다. 가브리엘 천사는 결혼생활에서 평범한 사건인 아들을 갖게 될 것이라고만 말했다. 반대자들의 주장이 옳았다면, 마리아는 ‘어떻게 그런 일이 있을 수 있는지’를 당연히 알았을 것이다. 그것은 정상적인 결혼생활에서 일어나는 일이다.
그러나 본문에서 볼 수 있듯이 그것이 마리아에게는 분명 가능성의 영역을 벗어난 경우였다. 니사의 성 그레고리오는 이 대목에 대해 비록 마리아가 약혼은 했지만 아기를 가져서는 안 되는 몸이었을 것이라고 이해하였다. 그는 마리아가 어렸을 때 이미 동정을 맹세했을 것이며, 요셉이 그 맹세를 알고 인정했으며 결국 받아들였을 것이라는 것이다. 그는 이렇게 주장하였다.
“요셉이 자식을 갖기 위해 마리아를 아내로 맞아들였다면, 마리아는 자연의 법칙에 따라 자신이 어머니가 되는 것을 스스로 기꺼이 받아들였을 텐데 그녀가 무엇 때문에 수태 소식에 그렇게 당황스러워 하였겠는가?”
가톨릭 신학자들과 정교회 신학자들도 성 그레고리오의 이 같은 주장에 대체적으로 동의하고 있다.
이에 대해 반대자들은 옛날 유다인 사회에 독신서원이 있었다는 말은 거의 들어보지 못했다고 응수한다. 그러나 사해 문서를 보면 독신제도가 에세네파를 비롯한 몇몇 이스라엘 교파들에서는 일반적 관례였음을 입증한다. 또한 신약성경에도 예수와 성 바오로, 성 요한 등과 같이 독신의 사례를 볼 수 있다. 그러므로 마리아가 동정서약을 했을 가능성은 충분히 신빙성이 있는 이야기로 생각할 수 있다.
또한, 요한 복음서 19장 27절도 마리아의 평생 동정녀였다는 것을 증거하는 것으로 유추해서 생각해 볼 수 있다. 십자가 위에서 죽기 직전 예수는 자신의 사랑하는 제자에게 어머니 마리아를 맡겼다. 예수는 그 제자에게 “이분이 네 어머니시다.”라고 말하였다. 만일 마리아가 예수 말고도 다른 아들들을 더 낳았다면 예수가 자신의 어머니를 다른 사람에게 맡길 이유가 없다. 왜냐하면 당연히 동생들이 마리아를 맡아 공양했을 것이기 때문이다. 그러나 마리아에게는 예수 외에 다른 자녀가 없었기 때문에 예수는 제자에게 자신의 어머니를 잘 모시도록 맡겼다는 것이다. “그때부터 그 제자가 그분을 자기 집에 모셨다.”(요한 19,27)

## 같이 보기
- 성모 승천
- 원죄 없는 잉태
- 예수의 동정녀 탄생